# Eragrostis balgooyi
Eragrostis balgooyi är en gräsart som beskrevs av Jan Frederik Veldkamp. Eragrostis balgooyi ingår i släktet kärleksgrässläktet, och familjen gräs. Inga underarter finns listade i Catalogue of Life.